# 櫻井保幸
櫻井 保幸（さくらい やすゆき、1991年3月14日 - ）は、日本の俳優。静岡県出身。身長175cm。

## 人物
2020年、長編映画「ミは未来のミ」で初主演。
主な受賞歴に、鶴川ショートムービーコンテスト2019審査委員特別賞（2019）、第5回賢島映画祭主演男優賞（2019）、第22回長岡インディーズムービーコンペティション奨励賞（2020）。

## 出演

### 映画
- 仮面ライダー×仮面ライダー ウィザード&フォーゼ MOVIE大戦アルティメイタム（2012年12月8日公開、坂本浩一監督）
- アゲイン 28年目の甲子園（2015年1月17日公開、大森寿美男監督） - 服部晋 役
- ピンク・ゾーン 地球に落ちてきた裸女（2017年8月25日公開、国沢実監督） - 星川朝雄 役
- 赤色彗星倶楽部（2018年2月10日公開、武井佑吏監督） - 吉安 役
- 触れたつもりで（2018年8月4日公開、西川達郎監督） - 原理一 役
- 飢えたライオン（2018年9月15日公開、緒方貴臣監督）
- ヌヌ子の聖★戦（2018年11月9日公開、進藤丈広監督） - 中本 役
- 幸福の目（2019年7月13日公開、河内彰監督）
- 魔法少年☆ワイルドバージン（2019年12月6日公開、宇賀那健一監督）
- おかざき恋愛四鏡（2020年2月28日公開）「セイブ・ザ・ガール」 - 主演・優也 役 「タイフーン・ガール」 - 勇士 役[2]
- his（2020年1月24日公開、今泉力哉監督）
- ゴミのような（2020年1月18日公開、佐藤睦美監督）
- ラウンドアバウト（2020年1月18日公開、佐藤睦美監督） - 岡壮介 役
- サクリファイス（2020年3月6日公開、壷井濯監督） - 狭山 役
- 透明花火（2020年3月14日公開、野本梢監督） - 田中浩二 役
- ミは未来のミ（2020年7月10日公開、磯部鉄平監督） - 主演・上村拓也 役
- キスカム！Come on,kiss me again!（2020年9月4日公開、松本花奈監督）
- それはまるで人間のように（2020年9月5日公開、橋本根大監督） - 鈴木翔 役
- 彼女はひとり（2020年公開、中川奈月監督） - 橋本隼人 役
- 街の上で（2021年4月9日公開、今泉力哉監督）
- あ・く・あ～ふたりだけの部屋～（2021年5月29日公開、中川究矢監督） - 主演・崎山達生 役（小泉ひなたとW主演）[3]

### テレビドラマ
- ぼくの夏休み（2012年7月、東海テレビ） - 山野辺 役
- Piece（2012年10月 - 12月、日本テレビ） - 水木 役
- 仮面ライダーウィザード 第14 - 15話（2012年12月9日 - 16日、テレビ朝日）
- 仮面ティーチャー 第1 - 2話（2013年7月6日 - 13日、日本テレビ）
- 山田くんと7人の魔女 第5話（2013年9月7日、フジテレビ）
- タイムスクープハンター シーズン6 第2回「大江戸入れ歯事情」（2014年4月12日、NHK総合テレビ）
- あすなろ三三七拍子 第8話（2014年9月2日、フジテレビ）
- ごめんね青春!（2014年10月 - 12月、TBS）
- 浅見光彦シリーズ 第51作「中央構造帯」（2014年12月5日、フジテレビ） - 大西大八郎(青年時代) 役
- 恋仲 第1話（2015年7月20日、フジテレビ）
- 石の繭 第2話（2015年8月23日、WOWOW）
- 一千兆円の身代金（2015年10月17日、フジテレビ）
- フラジャイル 第9話（2016年3月9日、フジテレビ）
- 重版出来! 第5 - 6話（2016年5月10日 - 17日、TBS）
- HOPE〜期待ゼロの新入社員〜 第1 - 2話（2016年7月、フジテレビ） - 土居昇也 役
- グッドモーニング・コール（2016年10月12日 - 2017年1月11日、フジテレビ） - 遼平 役
- THE LAST COP/ラストコップ 第2話（2016年10月15日、日本テレビ）
- ザ・モキュメンタリーズ 〜カメラがとらえた架空世界〜 第7話（2021年、WOWOW）

### 配信ドラマ
- グッドモーニング・コール（2016年2月12日 - 6月10日、フジテレビオンデマンド、Netflix） - 遼平 役

### バラエティ番組
- 超再現!ミステリー #10「ミステリなふたり」（2012年7月24日、日本テレビ） - 生田佑介 役
- 痛快TV スカッとジャパン #57「GTOあこがれ教師」（2016年5月30日、フジテレビ） - 佐野太一 役

### CM
- UQ WiMAX（2013年）
- リクルートホールディングス 受験サプリ (2014年)
- ゆうちょ銀行「Uターン組の健篇」（2015年） - 友人 役
- スルガ銀行ダイレクトワン（2015年）
- 大塚製薬（2015年）
- モンスターストライク（2016年）
- ジャパンネット銀行「カブキ卒業生」（2017年）
- ガリバー（2017年）
- LiveMe「慾望」篇（2019年）
- UHA味覚糖コロロ「居合斬り」篇（2019年）
- 花王ニュービーズ洗濯物ニオイチェッカー「ニューノーズ」デバイス紹介編（2019年）
- タスク・プロジェクト管理ツール Jooto 歓喜の歌 【Jootoでいい時間REMIX】篇（2019年）
- OYO LIFE「暮らしに新しい選択肢を」（お試し同棲・仕事部屋・転勤編）（2020年）
- サントリー黒烏龍茶「黒烏龍譚」（2020年）

### WEB
- ストライド×ゴールデンボンバーコラボ webムービー（2016年） - やす 役
- 追いかけてキス（2019年） - 瀬田那央 役
- 『とりあえずダンス』第二話「うっちーとひより」（2020年）　- うっちー 役

### MV
- チクシヒロキ「匿名希望。」（2017年）
- メチャハイ♡「ヌーベルヴァーグ」（2017年）
- Mドラ「シンデレラボーイ」（2017年）
- イロメガネ「可愛い彼女が浮気をしてるみたいだけど、グーパンチはやめて掌底を喰らわそう」（2018年）
- AUGUST HONEY「光」（2018年）
- 米津玄師「馬と鹿」（2019年）

### 舞台
- ドラマデザイン社「The Night of Christmouse 〜クリスマウスの夜2012〜」（2012年12月、シアターモリエール） - 佐藤太郎 役
- カラスカ「バック・島・ザ・フューチャー」（2015年5月、上野ストアハウス） - 牧潮 役
- 劇団ノーミーツ「門外不出モラトリアム」（2020年5月、オンライン配信） - ケンジ 役

## 監督作品
- 短編「雨っ垂れ」（2019年）
- 短編「崩壊をくれ。」（2020年）